# Elaenia cristata
Az Elaenia cristata a madarak osztályának verébalakúak (Passeriformes) rendjébe és a királygébicsfélék (Tyrannidae) családjába tartozó faj.

## Rendszerezése
A fajt August von Pelzeln osztrák ornitológus írta le 1868-ban.

## Alfajai
- Elaenia cristata alticola Zimmer & W. H. Phelps, 1946
- Elaenia cristata cristata Pelzeln, 1868[2]

## Előfordulása
Dél-Amerika északi részén, Bolívia, Brazília, Kolumbia, Francia Guyana, Guyana, Peru, Suriname és Venezuela területén honos. Természetes élőhelyei a szubtrópusi és trópusi cserjések és szavannák. Állandó, nem vonuló faj.

## Megjelenése
Testhossza 14 centiméter, testtömege 18 gramm.

## Életmódja
Rovarokkal és bogyókkal táplálkozik.

## Természetvédelmi helyzete
Az elterjedési területe rendkívül nagy, egyedszáma viszont csökken, de még nem éri el a kritikus szintet. A Természetvédelmi Világszövetség Vörös listáján nem fenyegetett fajként szerepel.